# Dottato
Le Dottato, appelé aussi Ottato, est une variété de figuier domestique bifère d'origine italienne.
Très cultivé en Italie méridionale, son fruit s'apprécie particulièrement séché.
Comme produit agroalimentaire traditionnel, la figue dottato est aussi cultivée dans les zones collinaires par de nombreuses entreprises agricoles des provinces d'Arezzo, Florence et Prato.
Le nom dérive probablement du latin Optatus.

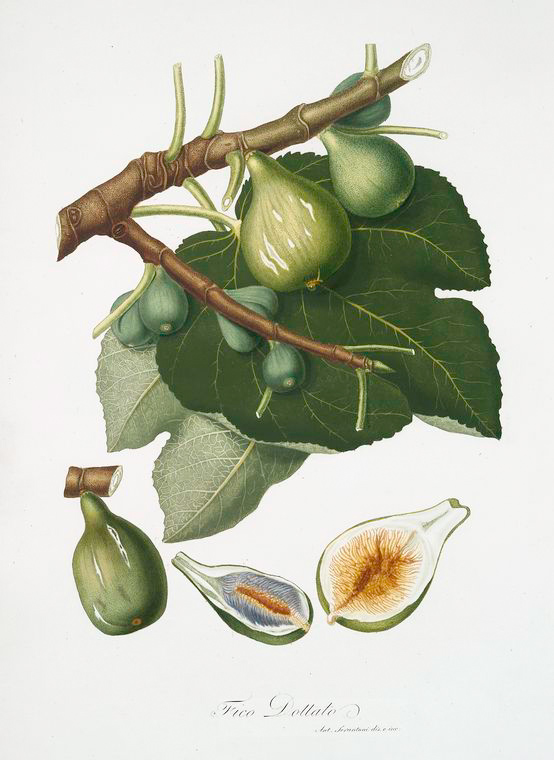
Le Dottato représenté dans l'ouvrage de Giorgio Gallesio : la Pomona Italiana.

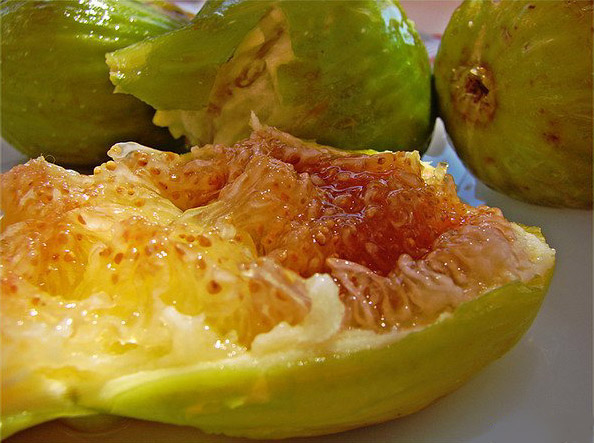
À peine cueilli.

## Historique
Il est connu par les Latins sous le nom de Ficus Carica (nom actuel de l'espèce) : Pline l'Ancien le vante comme un des meilleurs à sécher.
Le moine Vallombrosains Vitale Magazzini écrit, en 1625, dans Coltivazione toscana: « … les vrais et bonnes figues à sécher sont les dottati lesquelles devraient sécher au soleil et non pas au four». Le dottato apparaît aussi dans les écrits de Pier Antonio Micheli ainsi que dans les peintures de Bartolomeo Bimbi, tous les deux au service de Cosme III. Giorgio Gallesio dans son ouvrage illustré Pomona Italiana (it), parmi d'autres variétés de fruits, lui consacre une planche.

## Description
Très rustique, l'arbre est modérément vigoureux et irrégulièrement évasé. Ses feuilles caduques sont généralement à trois lobes, très peu marqués. À l’état frais, le fruit a une forme ovoïde voire sphérique et une peau, initialement vert paille, qui devient jaune verdâtre. Le réceptacle, de couleur ambre, contient une pulpe également ambrée, moyennement ferme, légèrement aromatique et peu juteuse. Fruit parthénocarpique, il est pratiquement dépourvu d'akènes.
Son jus n’est pas dense, mais, une fois le fruit à maturation, il arrive qu’il perle par l’ostiole. Sa saveur est douce, miellée.

## Consommation

### Figues séchées
Depuis des millénaires, dans le bassin méditerranéen, les figues notamment séchées sont domestiquées et considérées par l'homme comme un aliment ayant des qualités tonifiantes et de conservation. Au fil des siècles, dans les provinces de Salerne et de Cosenza, elles deviennent une ressource économique importante pour les paysans du Cilento et de Cosenza qui ont créé, une large gamme de produits dérivés, aujourd'hui, protégée par la dénomination d'origine : Fico Bianco del Cilento DOP et  Fichi di Cosenza DOP.